# E113 (trasa europejska)
E113 – byłe oznaczenie drogi międzynarodowej w Europie w latach 1968–1983, przebiegającej we wschodniej Anglii.
Arteria miała ustalony przebieg Colchester – Ipswich oraz stanowiła połączenie tras E8 i E112.
Oznaczenie to obowiązywało do początku lat 80., kiedy wprowadzono nowy system numeracji tras europejskich. Od tamtej pory numer E113 pozostaje nieużywany.

## Historyczny przebieg E113
Lista dróg opracowana na podstawie materiału źródłowego
| Wielka Brytania | - droga nr 12: Colchester – Ipswich |